# Cruceanu, Galați
Cruceanu este un sat în comuna Rădești din județul Galați, Moldova, România. Satul este de formă lineară, fiind dispus de-a lungul șoselei judetene din această regiune numita Dj242A sau Strada Berești. Cruceanu este un sat format în jurul unei mănăstiri, care astăzi nu mai există,numita și Mănăstirea Sf Cruce însă aceasta a fost dărâmată in timpul războiului. Din bătrâni se cunoaște faptul că una din icoanele sau cărămizile mănăstirii au fost baza bisericii Sf Ierarh Nicolae fiind și astăzi în biserică. Biserica satului la fel ca și căminul ce astăzi este dărmat,au fost construite de oamenii satului in jurul anului 1948 sau chiar mai devreme. Ca în toată comuna și aici s-a extins rețeaua de alimentare cu apă curentă în jurul anului 2007 devenind un sat în continuă dezvoltare,desi nu are locuri de munca ,in sat domina agricultura și creșterea animalelor. Geografic ,satul nu are atracții turistice însă are foarte multe locuri unde peisajele sunt de apreciat. Locuitorii satului Miroasa,un cătun numit acum ,,Satul de oase" s-au refugiat în Cruceanu de-a lungul timpului. Dintr-un sat cu o istorie de 200 de ani, înfiinţat după încheierea păcii de la Kuciuc-Kainargi, a rămas doar cimitirul și o singura troița dar și câteva morminte pe care încă mai sta scrijelit 1857. In timpul Războiului,Miroasă a fost casa pentru soldații ruși care sau stabilit în satul Cruceanu dar și pentru ceilalți oameni care s-au stabilit la Cruceanu , Bălăbănești și Radesti. Satele Cruceanu,Radesti,Bursucani, Zâmbru și Miroasă dar și Oanca au format încă din anul 1865 o comună până în anul 2007.
Religia predomimaa a satului este de Creștin Ortodox in proporție de 99% Desi nu are râuri sau ape prin preajma ,satul are numeroase fântâni iar cea mai cunoscuta este fântâna din ,,Pădure la deal" in termenii localnicilor ce era un popas spre satul Miroasa dar și un loc de adăpătoare pentru animale
Vremea a şters inscripţiile de pe crucile de lemn Vatra satului a fost arată în toamnă, iar acum e câmpâu gru*  Oamenii care şi-au trăit întreaga viaţă la Miroasa şi-au luat cu ei în morminte povestile de viata dar și amintirile unui loc superb pe care astăzi îl mănâncă o râpa .Satul Cruceanu face parte din comuna Radesti alaturi de Cătunul Oanca.Povestea satului poate fi una foarte veche având în vedere că unii bătrâni născuți în 1937 sau mai devreme s-au născut aici cu părinți și bunici ai satului .In timpul celui de-al doilea război mondial,luptele s-au desfășurat și pe teritoriul satului unde localnicii de ascundeau in pod sau in gropi pentru a nu fi omorâți,se cunoaște faptul că în apropierea satului ,au fost îngropați nemți ce au murit în lupta, dar informația a fost lăsată de izbeliște.

 Acest articol despre o localitate din județul Galați este deocamdată un ciot. Puteți ajuta Wikipedia prin completarea lui.